# Katie et Orbie
Katie et Orbie (Katie and Orbie) est une série télévisée d'animation canadienne en 78 épisodes de 25 minutes, tirée de l'œuvre conjointe de l'illustrateur torontois Ben Wicks, originaire de Londres en Angleterre, et de sa fille, l'auteure Susan Wicks, et diffusée entre 1994 et 2002 sur Family, et aux États-Unis dès 1996 dans PBS Kids sur le réseau PBS.
Au Québec, elle a été diffusée à partir du 9 janvier 1994 sur TVOntario (dimanches francophones) puis à partir du 9 septembre 1994 sur Canal Famille, et en France à partir de 1995 sur Canal J.

## Synopsis
Cette série destinée aux enfants met en scène l'histoire de deux inséparables amis, Katie, une fillette de 5 ans, et Orbie, un petit extraterrestre rose qui apprend à vivre sur la Terre.
Katie est la seule à savoir comprendre le langage propre aux Orbies.
La planète d'Orbie se situe au-delà de la Lune, mais l'origine exacte d'Orbie est inconnue.
Orbie, véritable acrobate, peut s'agripper aux murs et plafonds à l'aide de ses doigts et pieds ventouse. Les Orbies ne portent pas de vêtements et dorment suspendus à l'envers, un peu comme les chauve-souris.
En bonne santé, les Orbies affichent à l'habitude des couleurs rosées, mais ils peuvent changer de couleur en réponse à de fortes émotions. Les Orbies sont incapables de mentir.

## Doublage
- Leslie Nielsen : le narrateur (version anglaise)
- Marcel Sabourin : le narrateur (version française)
- Gabrielle Dhavernas : Katie
- Chris Wightman : Orbie (versions anglaise et française)

 Source et légende : version québécoise (VQ) sur Doublage.qc.ca

## Commentaires
Le 24 septembre 2000, Sheldon S. Wiseman, président d'Amberwood Entertainment Corporation, a fait l'acquisition de 39 épisodes de Katie et Orbie de Lacewood Group.